# Sigurd Malmsten
Johan Gustav Sigurd Malmsten, född 26 juli 1915 i Vaggeryd, död där 24 september 1997, var en svensk målare och formgivare. 
Malmsten studerade i sin ungdom konst via Hermods korrespondensinstitut därefter tog han lektioner för Gustaf Fogelberg och Jon Persson. Han medverkade i separat- och samlingsutställningar i Stockholm, Huskvarna, Vaggeryd och Borgholm. Han var under några år verksam som formgivare av möbler för hemslöjden. Hans konst består av interiörer, barnmotiv och landskap med figurkompositioner. 